# Partido Sindicalista
El Partido Sindicalista fue un partido político español creado por el anarquista y varias veces secretario nacional de la CNT, Ángel Pestaña, en 1934.
La tesis de Ángel Pestaña, que perteneció al sector moderado de la anarcosindical, era contribuir al movimiento obrero dotándolo de un partido político que sin inmiscuirse en la labor de los sindicatos colaborase con los mismos pero con plena autonomía. Se diferenciaba con el PSOE-UGT en que pretendía evitar toda supeditación de la labor sindical a los intereses partidistas.

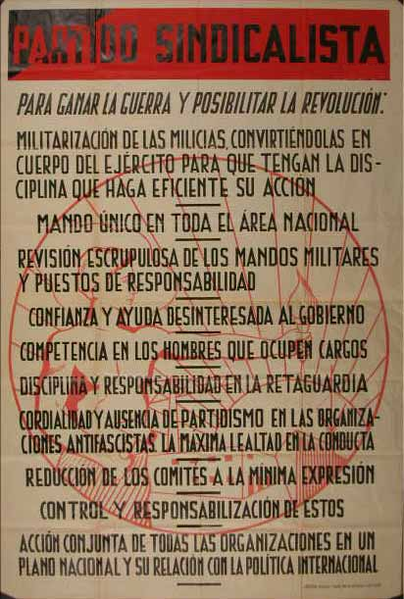
Propaganda del Partido Sindicalista.

Su genealogía se correspondía más con el laborismo británico, una representación de intereses obreros en el Parlamento pero con una finalidad revolucionaria; esto es, la consecución del comunismo libertario, con una organización basada en las cooperativas, los sindicatos y los municipios.

## Historia
La CNT fue escéptica ante el Partido Sindicalista. El partido, minoritario respecto a la formación anarcosindicalista, dependía de varias células en Madrid, Andalucía, Cataluña, Aragón y Valencia. El PS publicó un periódico llamado El Pueblo. La federación catalana elaboró otro llamado Hora Sindicalista entre 1936 y 1937 y luego Mañana hasta enero de 1939. El ala juvenil se organizaba en torno a las Juventudes Sindicalistas. El capitán republicano de artillería Eduardo Medrano Rivas fue secretario del partido.
En 1936 dos miembros del partido, Ángel Pestaña y Benito Pabón, este último por Zaragoza (donde ejercía de abogado laboralista de la CNT) fueron elegidos diputados por el Frente Popular. El partido se desarmó ya iniciada la guerra civil española, afectado por la muerte de Ángel Pestaña en diciembre de 1937, teniendo 30 000 afiliados.

### Refundación (1976-1985)
En el año 1976 se formó un partido político que se basó en la tradición del Partido Sindicalista de 1932 fundado por Ángel Pestaña. En las elecciones de 1977 formó parte, junto con los todavía ilegales Movimiento Comunista, Movimiento Socialista y Partido Comunista de los Trabajadores, de una Candidatura de Unidad Popular (CUP) a la izquierda del PCE. En las elecciones de 1979 el Partido Sindicalista obtuvo 9.777 votos (0,05 %), la mayor parte los consiguió en Cataluña donde obtuvo 5932 (0,2 %). El partido perduró hasta 1985.